# Nestor Mahno
Nestor Mahno (ukr. Нестор Іванович Махно; Huljajpolje, 27. oktobar 1889 — Pariz, 25. jul 1934) je bio ukrajinski anarhistički revolucionar, koji se borio i protiv Bele i protiv Crvene armije za vreme ruske revolucije.
Godine 1908. Nestor Mahno je zbog ubistva šefa policije osuđen na doživotni zatvor. Oslobođen je 1917. tokom Februarske revolucije kada je izabran za vođu radničkog i seljačkog sovjeta u Huljaipolju. Na čelu naoružane grupe koja je marširala pod velikom crnom zastavom na kojoj je pisalo “Sloboda ili Smrt – Crna Garda”, Mahno je započeo sa redsitribuiranjem poseda seljacima. Kada su 1918. Austrougarska i Bela armija napale Ukrajinu, Mahnovi partizani su uzvratili borbu:
“Mi ćemo pobediti ne da bi sledili primer prošlosti i predali svoju sudbinu u ruke nekog novog gospodara, nego da bi je uzeli u svoje ruke i upravljali svojim životima po našoj volji i našem shvatanju istine.”
Mnogi anarhisti, bežeći od boljševičkog terora, su se uputili u “kolevku” pokreta, prema “divljim poljima” Ukrajine. U jesen 1918. godine je u Harkovu osnovan Nabat, konfederacija anarhističkih organizacija. Nabat je opisao boljševičku partiju kao “službeni administrativno-politički i čak policijski aparat novog šefa izrabljivača, države”, i pozvao na svetsku revoluciju zasnovanu na slobodnim federacijama urbanih i ruralnih zajedica.
No, prvo su morali poraziti nadiruću Belu vojsku koju su podržavale Velika Britanija, Francuska, SAD i druge strane zemlje. Ukrajinom je besneo građanski rat između Crvene Armije pod komandom Trockog i Bele Armije. Nabat se borio nezavisno, anarhističkom partizanskom vojskom čije je jezgro bila gerilaska skupina koju je vodio Nestor Mahno.
Do proleća su okupatori isterani a Guljaipolje oslobođeno inostrane kontrole. Organizujući regionalne konferencije seljaka, radnika i boraca, Mahno je započeo uspostavljati anarhističke zajednice zasnovane na jednakosti i uzajamnoj pomoći. Ispočetaka su ga boljševici podržavali kao “hrabrog partizana” i “velikog revoucionara”, ali su ga vremenom počeli opisivati i napadati kao “anarho-razbojnika”. Poslana su dva agenta tajne policije kako bi ga ubili, ali su bili uhvaćeni i ubijeni. Kada je pozvao vojnike Crvene armije da prisustvuju kongresu, pobesneli Trocki ga je proglasio odmetnikom, zabranio kongres i poslao vojsku da razbije anarhističke komune.
U tom trenutku Beli su ponovo napali jurišajući prema Moskvi. Boljševici i anarhisti su počeli posrtati, ali je Mahno sproveo uspešan kontranapad. Trocki je dobijeno vreme iskoristio kako bi reorganizovao Crvenu armiju. Do Božića su Beli u potpunosti proterani iz Ukrajine. Mahovi anarhisti su ušli u grad Jekaterinoslav, otvorili vrata zatvora i rekli zatvorenicima da su slobodni da odu i organizuju svoje živote. Sloboda govora, štampe i udruživanja je proglašena za sve osim za autoritarne partije koje su rasformirane. Boljševicima se savetovali “da se prime nekog poštenog zanata”.
“Na radnicima i seljacima je da se organizuju i dostignu međusobno razumevanje u svim sferama života i to na koji god način žele. Dosta nam je vođa! Ajmo jedanput pokušati bez njih!” Trocki ga je ponovo proglasio odmetnikom i sledećih osam meseci su besnele borbe. Tada su ponovo napali Beli. Trocki je preklinjao Mahnoa za pomoć, nudeći za uzvrat oslobađanje svih zatvorenih anarhista i potpunu slobodu izražavanja. Beli su konačno poraženi.
Kada je jednom osigurao pobedu, Trocki je 27. novembra 1920. naredio napad na Mahnovo sedište. Prethodnog dana Mahnovi anarhistički komandanti su pogubljeni nakon što su bili namamljeni na sastanak sa Trockim pod primirjem. Boljševička tajna policija, Čeka, je istovremeno uhapsila članove Nabatske Konfederacije u Harkovu a širom Rusije su napadani i pozatvarani anarhistički klubovi, organizacije i novine. Iako je bio teško ranjen, Mahno je sa ostacima svoje pobunjeničke vojske izmicao boljševicima još godinu dana, dok naposletku nije pobegao u Francusku. Preživeli anarhisti su započeli sa kampanjom terora protiv boljševika. Tako su na primer 1921. digli u vazduh Glavni štab KP u Moskvi, ubivši i ranivši 67 osoba.
Preminuo je od tuberkuloze u svojoj 45. godini, u Parizu noći između 24. i 25. jula 1934. 

## Spoljašnje veze
- Радови Махноа, Анархистичка библиотека
- Nestor Mahno internet arhiva
- Nestor Mahno: Moja poseta Kremlju